# National Union of Mineworkers

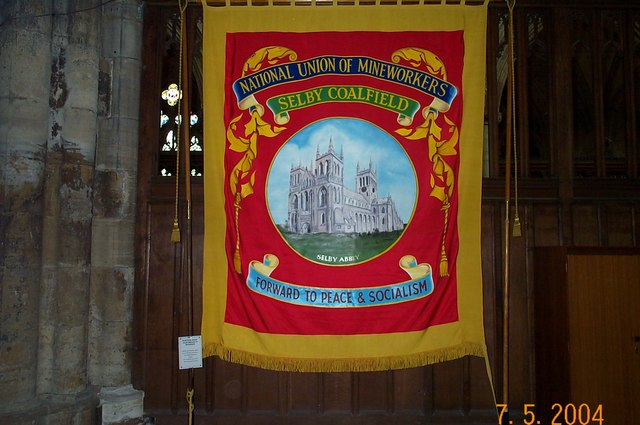
Banier van NUM in Selby

De National Union of Mineworkers is een Britse vakbond voor mijnwerkers. De vakbond werd in 1945 opgericht volgens een reorganisatie van de Miners' Federation of Great Britain (MFGB). De NUM werd twintig jaar lang geleid door Arthur Scargill alvorens Ian Lavery in 2002 het leiderschap overnam. Scargill werd erevoorzitter. De mijnbouw in Groot-Brittannië was verlieslijdend en kon alleen voortbestaan op basis van overheidssubsidies. Tijdens de regeerperiode van premier Margaret Thatcher (1979-1990) kwam, na een hevige strijd, de mijnbouw in Groot-Brittannië bijna volledig tot stilstand. Sindsdien heeft de NUM vrijwel geen politieke macht meer.
De mijnwerkersvakbonden die zich verenigden in de NUM, behoorden tot de machtigste vakbonden van Groot-Brittannië en oefenden een grote invloed uit op de vakbeweging in het land. De NUM oefende ook politieke invloed uit. Zo droeg de NUM eigen kandidaten voor om deel te nemen aan de verkiezingen voor de House of Commons. In 1847 werd de eerste kandidaat uit de arbeidersklasse verkozen als parlementslid.

## Belangrijkste stakingen
- 1912: National Miners' Strike
- 1915: Staking in Zuid-Wales
- 1921: Black Friday
- 1925: Red Friday
- 1926: Algemene staking
- 1973: Britse mijnwerkersstaking van 1973. Dit leidde tot het aftreden van premier Edward Heath.
- 1984: Britse mijnwerkersstaking van 1984/85. Deze staking wordt gezien als een nederlaag voor de NUM.